# Scopocira
Scopocira is een geslacht van spinnen uit de familie springspinnen (Salticidae).

## Soorten
De volgende soorten zijn bij het geslacht ingedeeld:
- Scopocira atypica Mello-Leitão, 1922
- Scopocira carinata Crane, 1945
- Scopocira dentichelis Simon, 1900
- Scopocira fuscimana (Mello-Leitão, 1941)
- Scopocira histrio Simon, 1900
- Scopocira melanops (Taczanowski, 1871)
- Scopocira panamena Chamberlin & Ivie, 1936
- Scopocira tenella Simon, 1900
- Scopocira vivida (Peckham & Peckham, 1901)